# Salzgebirge
Das Salzgebirge ist ein Mittelgebirgszug in Punjab in Pakistan. Er ist Bestandteil des Kleinen Himalaya und erstreckt sich bei maximal 30 Kilometern Breite in einem nach Norden geöffneten Bogen über rund 200 Kilometer zwischen dem Indus im Westen und dem Jhelam im Osten und Südosten. Im Norden grenzt er an die Hochebene Potwar, im Süden an die Tiefebene von Punjab. Jenseits des Indus setzt das Salzgebirge sich im Surghargebirge fort, das früher als zum Salzgebirge gehörend betrachtet wurde. Der Name des Salzgebirges leitet sich von den teilweise mehrere hundert Meter mächtigen Steinsalzvorkommen an der Südflanke des Gebirges ab, aus deren Abbau der überwiegende Teil des pakistanischen Salzverbrauchs gedeckt wird. Darüber hinaus wird dieses Salz als sogenanntes „Himalayasalz“ als Lecksteine und als Salzbausteine vor allem nach Europa exportiert. Neben Salz werden weitere Bodenschätze abgebaut, unter anderem Kalkstein, Steinkohle und Gips. Das Gebirge wird im Osten von der Autobahn M2 überquert, die Islamabad und Lahore verbindet.

## Geologie
Das Salzgebirge entsteht am Nordzipfel der Indischen Platte durch Überschiebung eines Bruchstückes, das an der Oberfläche die Siwaliks bildet und hier als Potwar-Plateau erscheint, über den Hauptteil der Platte. Die Überschiebung an dieser Stelle ist die jüngste und am weitesten außen gelegene Folge der Konvergenz von  Indischer und Eurasischer Platte und hat vor 10 bis 11 Mio. Jahren begonnen. Sie erfolgt im Untergrund entlang der nur wenig ansteigenden duktilen salzhaltigen Evaporitschicht der Billianwala-Subformation, Teil der Salt-Range-Formation, welche dem Gebirge den Namen gegeben hat. Wegen der Duktilität der Schicht, in der die Scherung stattfindet, sind Erdbeben in diesem Gebiet im Verhältnis zu anderen Bereichen der Suturen nördlich der indischen Platte selten. Gleichzeitig bestimmt die Ausdehnung der reibungsmindernden Evaporitschicht die Breite der Überschiebungsfront und damit die Länge des Gebirges. Die Salt-Range-Überschiebung bildet somit einen zungenförmigen Ausläufer des Main Frontal Thrust (etwa: Vordere Hauptüberschiebung), der entlang des Südrands des gesamten Himalaya verläuft. Die Geschwindigkeit der Überschiebung wird mit 9 bis 14 Millimeter pro Jahr auf 20 % bis 35 % der Konvergenzgeschwindigkeit der beiden Kontinentalplatten geschätzt, weitere, nördlich gelegene Suturen nehmen den Rest auf. Am Südrand der sich in Bewegungsrichtung über mehr als 100 Kilometer erstreckenden Überschiebung steigt diese aufgrund einer 1 Kilometer hohen stufenförmigen Störung im Untergrund steiler an und die Verwerfung erreicht die Oberfläche. Dort entstehen durch Erosion die beiden Schichtstufen, die das Salzgebirge darstellen. Somit werden hier sämtliche Schichten bis zum Billianwala aus dem späten Präkambrium/frühen Kambrium freigelegt, also das gesamte Phanerozoikum. Dadurch ist das Salzgebirge für Geologie und Paläontologie, aber auch für den Bergbau von großem Interesse. Im Untergrund sammelt sich im Bereich der Störung Material der Schicht, in der die Scherung stattfindet. Durch die wegen der Erosion abnehmende Masse der Überdeckung verlangsamt sich hier der Transport der Evaporite. Dies führt innerhalb eines schmalen Streifens zu den genannten Salzlagerstätten von ungewöhnlich großer Mächtigkeit.

## Geographie

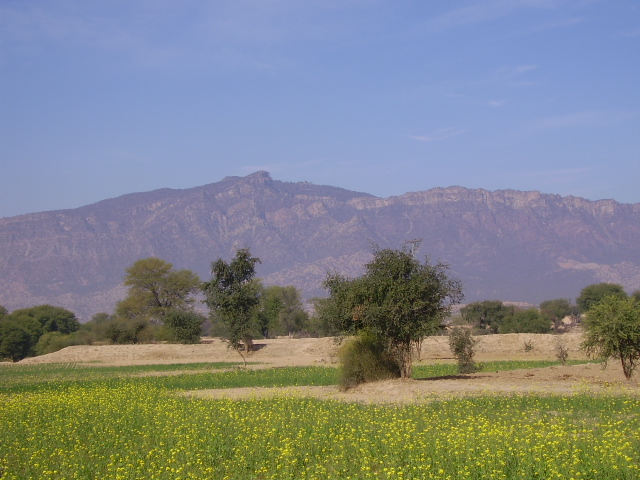
Tilla Jogian im Salzgebirge

Der höchste Berg des Gebirges ist mit 1522 m der Sakaser. Weitere Berge:
- Chel, 1124 m
- an der Westseite bei Kanawali, 1054 m
- Tilla Jogian, 975 m

Seen:
- Khabikki Lake
- Uchhali Lake

## Geschichte
Salz wird in der Salt Range bereits seit vorchristlicher Zeit abgebaut. Einer Legende zufolge sollen Pferde im Heer Alexanders des Großen während dessen Indienfeldzug 326 v. Chr. Salz geleckt haben, was zur Entdeckung der Vorkommen führte. Archäologische Hinweise deuten jedoch auf eine noch frühere Nutzung.
Im Salzgebirge gibt es einige Tempel, die auf das 6. Jahrhundert zurückgehen.